# Placida
Genre
Synonymes
- Laura Trinchese, 1873[2]

Placida est un genre de limaces de mer de la famille des Limapontiidae.

## Liste d'espèces
Selon World Register of Marine Species (7 décembre 2018) :
- Placida aoteana (Powell, 1937)
- Placida babai Ev. Marcus, 1982
- Placida barackobamai McCarthy, Krug & Valdés, 2017
- Placida brevicornis (A. Costa, 1867)
- Placida brevirhina (Trinchese, 1874)
- Placida brookae McCarthy, Krug & Valdés, 2017
- Placida capensis Macnae, 1954
- Placida cremoniana (Trinchese, 1892)
- Placida daguilarensis K. Jensen, 1990
- Placida dakariensis (Pruvot-Fol, 1953)
- Placida dendritica (Alder & Hancock, 1843)
- Placida fralila Burn, 1966
- Placida kevinleei McCarthy, Krug & Valdés, 2017
- Placida kingstoni T. E. Thompson, 1977
- Placida saronica (T. E. Thompson, 1988)
- Placida tardyi (Trinchese, 1874)
- Placida verticilata Ortea, 1982
- Placida viridis (Trinchese, 1874)

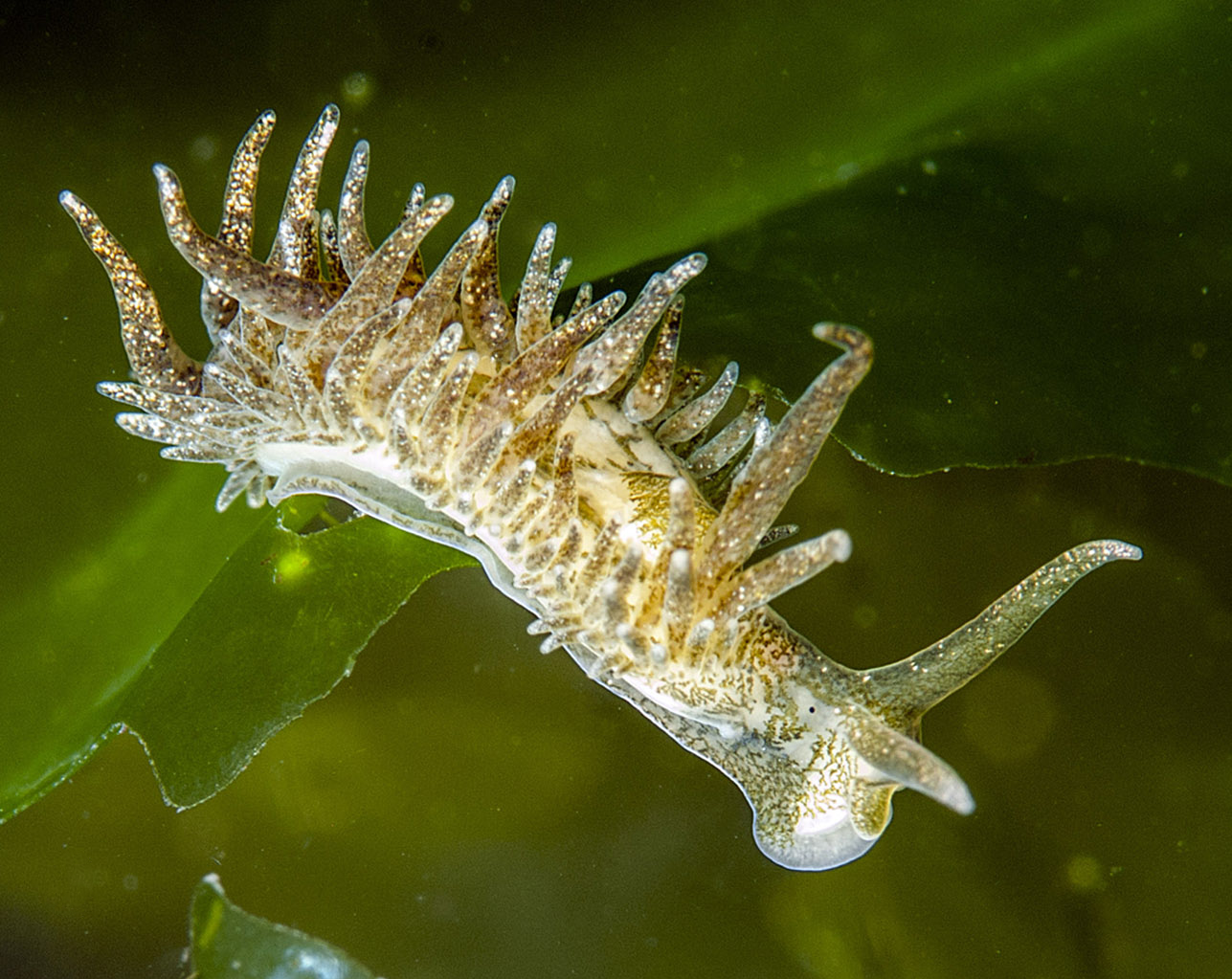
Placida cf babai
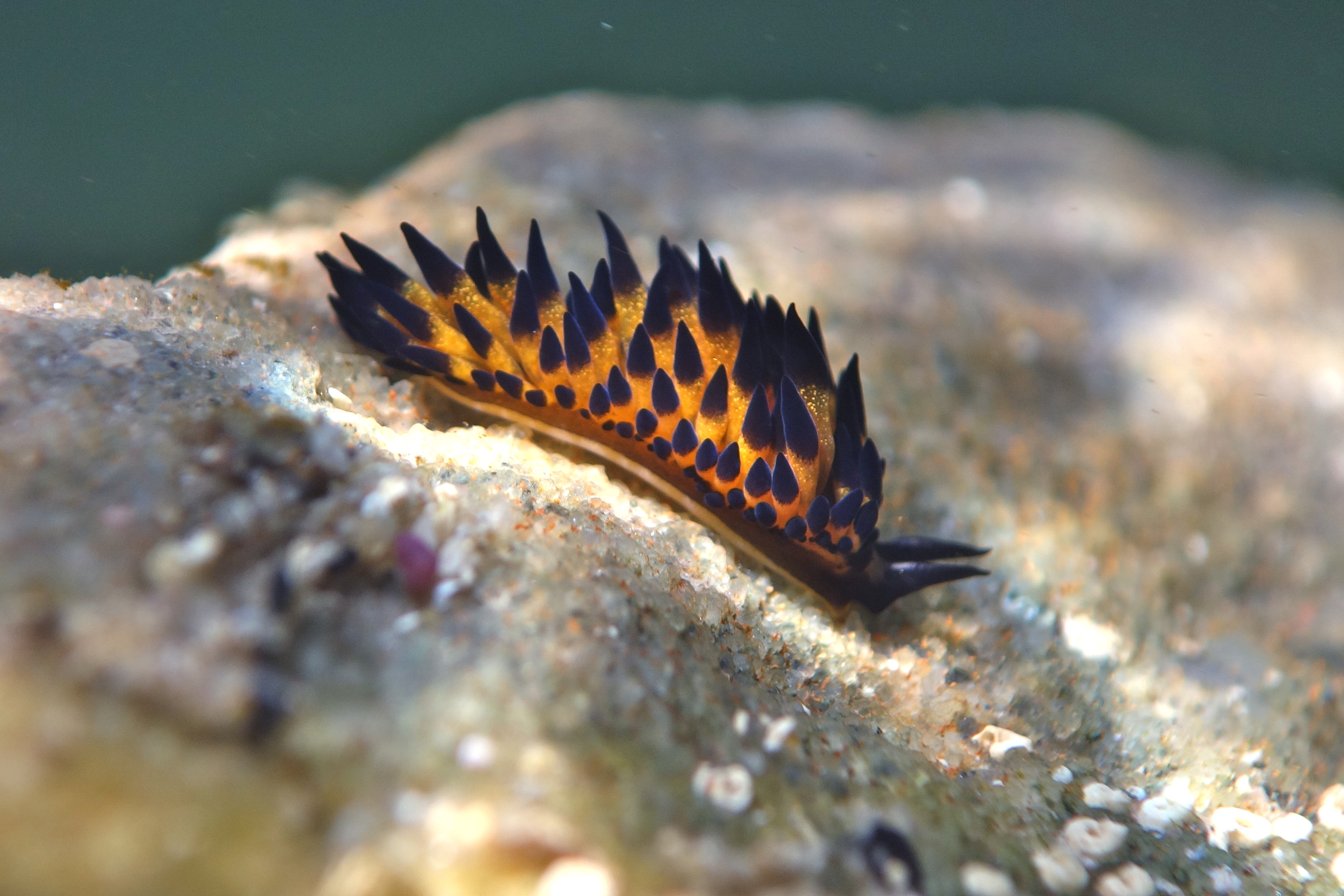
Placida cremoniana
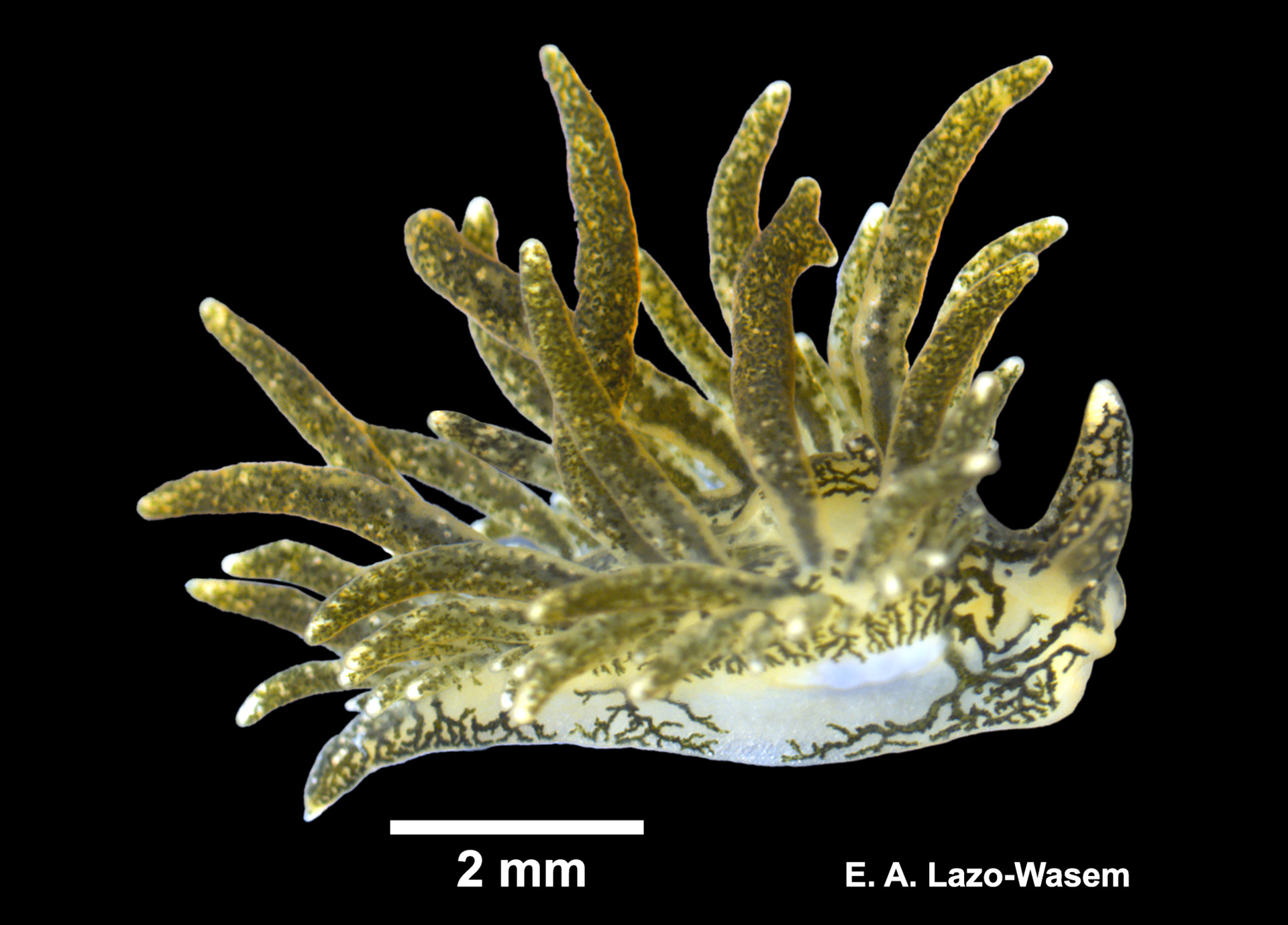
Placida dendritica